# Menomonie (condado de Dunn, Wisconsin)
Menomonie es un pueblo ubicado en el condado de Dunn en el estado estadounidense de Wisconsin. En el Censo de 2010 tenía una población de 3.366 habitantes y una densidad poblacional de 31,05 personas por km².

## Geografía
Menomonie se encuentra ubicado en las coordenadas 44°52′39″N 91°58′7″O / 44.87750, -91.96861. Según la Oficina del Censo de los Estados Unidos, Menomonie tiene una superficie total de 108.4 km², de la cual 107.87 km² corresponden a tierra firme y (0.49%) 0.53 km² es agua.

## Demografía
Según el censo de 2010, había 3.366 personas residiendo en Menomonie. La densidad de población era de 31,05 hab./km². De los 3.366 habitantes, Menomonie estaba compuesto por el 92.31% blancos, el 0.59% eran afroamericanos, el 0.21% eran amerindios, el 5.79% eran asiáticos, el 0.03% eran isleños del Pacífico, el 0.15% eran de otras razas y el 0.92% pertenecían a dos o más razas. Del total de la población el 0.74% eran hispanos o latinos de cualquier raza.